# Septentrinna paradoxa
Septentrinna paradoxa är en spindelart som först beskrevs av Frederick Octavius Pickard-Cambridge 1899.
Septentrinna paradoxa ingår i släktet Septentrinna och familjen flinkspindlar. Artens utbredningsområde är Guatemala. Inga underarter finns listade i Catalogue of Life.